# Arkanđel (otok)
Arkanđel je nenaseljeni otočić u hrvatskom dijelu Jadranskog mora. Od kopna je udaljen samo 500 metara, a najbliže naselje mu je Sevid, između Trogira i Šibenika. Najbliži otoci su mu Vela Muljica (500 m zapadno) i Kosmač Veli (500 m istočno), oba značajno manja od Arkanđela.
Površina mu iznosi 0,474 km2, a dužina obalne crte 3,35 km.
Na otoku je arheološko nalazište s crkvom sv. Mihovila Arhanđela.